# Цинкові білила

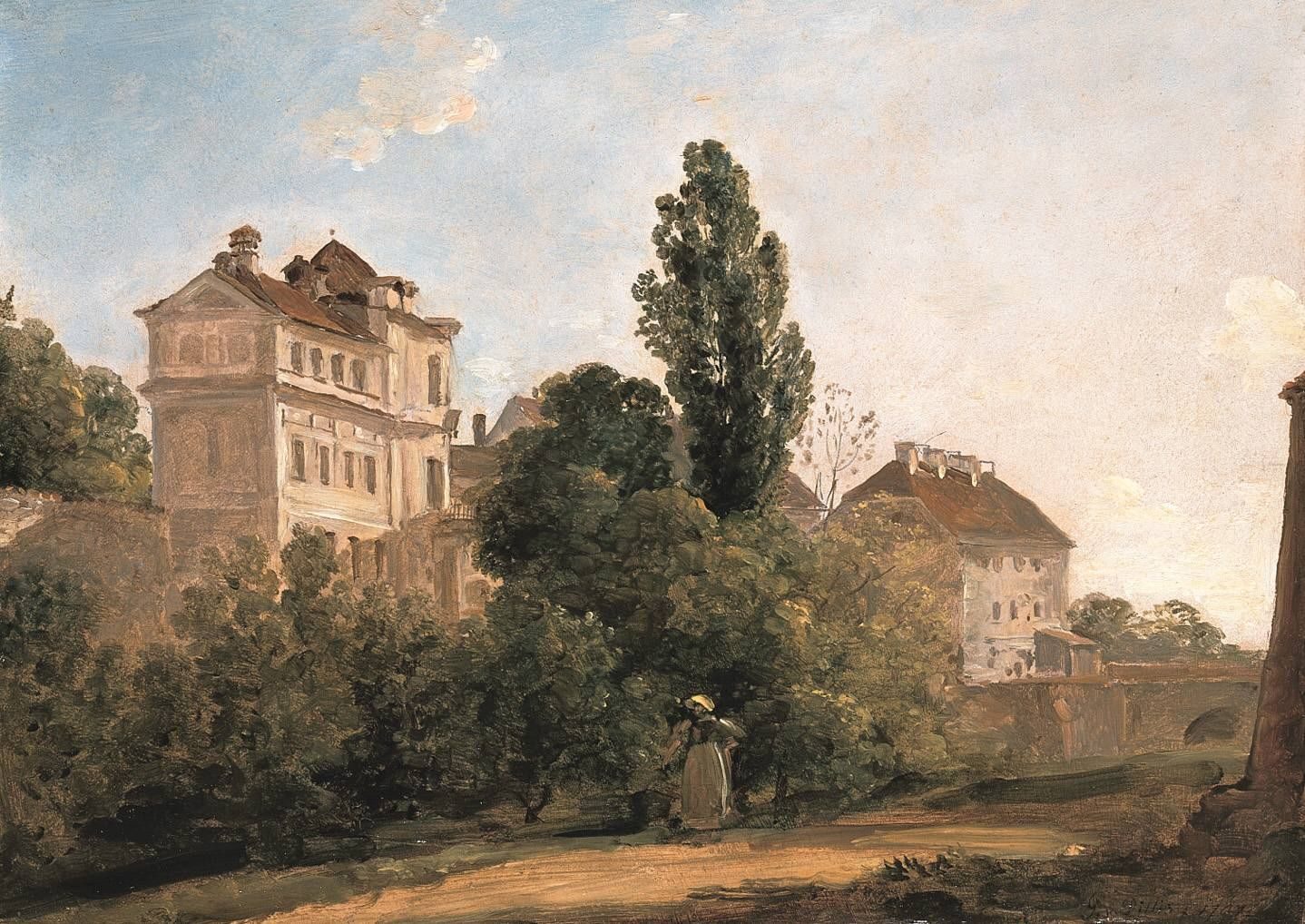
Йоганн Георг фон Діллс, замок Тріва, 1797 р. Ранній приклад використання цинкових білил у живописі

Цинкові білила — це неорганічний пігмент, що складається з оксиду цинку, який використовувався художниками з кінця вісімнадцятого століття.  Поряд зі свинцевими та титановими білилами, він входить до трійки найпоширеніших білих пігментів, які є доступними сьогодні.  Його головними перевагами є низька токсичність (особливо на відміну від свинцевих білил) і холодна прозорість кольору. 
Він був розроблений у 1780-х роках французьким хіміком і суддею Луї-Бернаром Гітоном де Морво, який намагався популяризувати його використання.  Французька академія наук схвалила винахід у 1782 році, але художники з французької Королівської академії живопису та скульптури висловили скептицизм.  Спочатку виробництво цинкового білого пігменту було дорожчим, ніж свинцеве білило, але його ціна знизилася, оскільки методи виробництва вдосконалювалися протягом дев’ятнадцятого століття.  Хоча наприкінці вісімнадцятого століття було встановлено високу безпечність цинкових білил, виробники свинцевих білил применшували ці відмінності, і свинець продовжував домінувати на ринку білої фарби до початку двадцятого століття. 
Оксид цинку можна отримати трьома різними способами:
1. Непрямий (французький) процес: металевий цинк випаровується при температурі приблизно 1000 °C, за якої він самозаймається й утворює оксид цинку.
2. Прямий (американський) процес: вихідним матеріалом для цього процесу є або цинкові руди, або промислові побічні продукти. На першому етапі цинквмісний матеріал відновлюється вуглецевмісним агентом, таким як антрацит, при високих температурах. Потім пари цинку запалюються і утворюють оксид цинку.
3. Мокрий процес: розчинні солі цинку обробляють розчином карбонату натрію або гідроксиду натрію. Утворений осад карбонату або гідроксиду цинку потім кальцинують при приблизно 800 °C з утворенням оксиду цинку.[6]

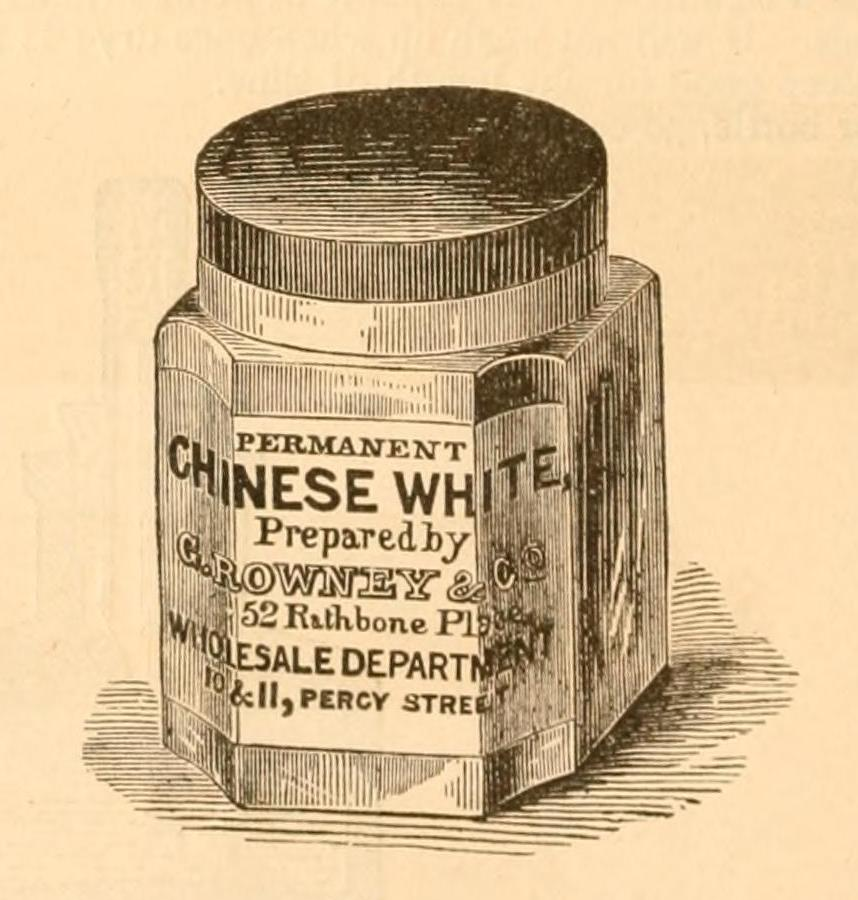
Цинкові білила часто продавалися як «китайські білила», як видно з цієї реклами 1885 року.

## Історія
З давніх часів оксид цинку був легкодоступним побічним продуктом виробництва латуні, але ідея використання його як пігменту не була поширена до вісімнадцятого століття. Основним поштовхом до спроби використання оксиду цинку як пігменту стало зростаюче занепокоєння щодо токсичності білих пігментів на основі свинцю. Початкові експерименти відбулися в Діжоні в 1780 році; деякі звіти припускають, що ініціативу очолив хімік Жан-Батист Куртуа, тоді як інші приписують Гітону де Морво. Доповідь, складена Гітоном де Морво в 1782 році, привернула першу значну увагу до оксиду цинку як пігменту.  Хоча цей пігмент обговорювався у французьких та англійських джерелах протягом 1780-х років, небагато художників повідомляли, що пробували його в той час.  Пігмент був комерційно доступний у Європі в 1790-х роках, але його використання залишалося обмеженим; коментатори відзначили його високу ціну та низьку в'язкість.  
Перше значне застосування цинкових білил у живописі було серед акварелістів. Олійні фарби, зроблені з цинковими білилами, як правило, висихали повільно, але ця проблема не виникала з аквареллю. Використання цинкових білил в акварелі просувалося в 1830-х роках компанією Winsor &amp; Newton, яка продавала цинкові білила під назвою «китайські білила». Назва, яку пізніше використовували інші виробники, можливо, була навіяна європейською асоціацією китайської порцеляни з чистими білими тонами.
Виробник фарб EC Leclaire значною мірою відповідає за популяризацію цинкових білил у олійному живописі. Працюючи наприкінці 1830-х і на початку 1840-х років, він покращив покривну здатність цинкових білил і додав сиккативи, які скоротили час її висихання в олії. Він почав промислове виробництво цинкових білил у 1845 році, а інші виробники з'явились у 1850-х роках.

## Візуальні властивості

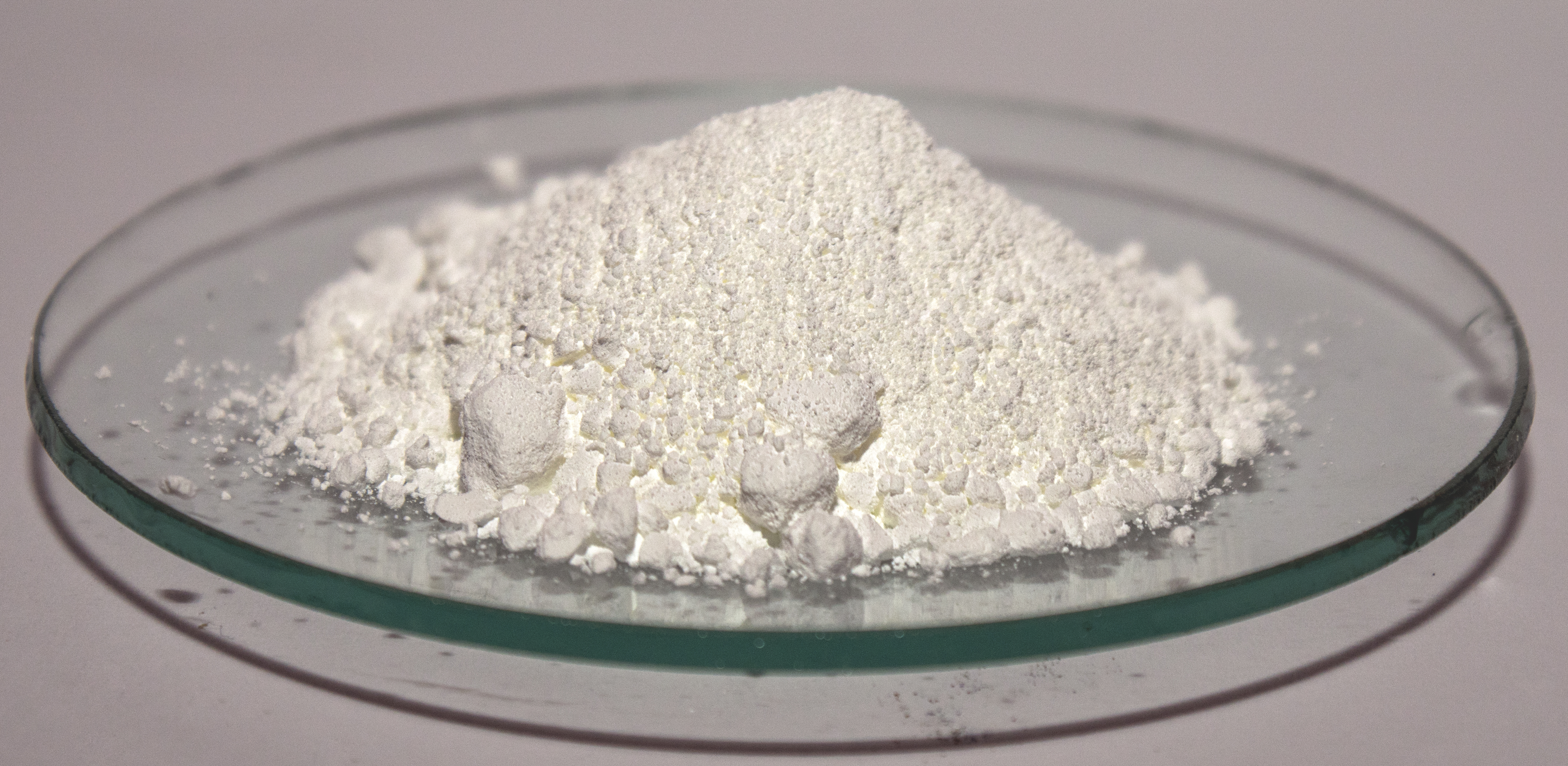
Зразок оксиду цинку

Цинкові білила мають більш холодний відтінок, ніж свинцеві білила, які, як правило, мають жовтуватий відтінок.  Цинкові білила, як правило, потрібно змішувати з більшою кількістю олії, ніж свинцеві білила, щоб створити олійну фарбу вірної консистенції, це зменшує їх покривну здатність; самі по собі свинцеві та цинкові білила заломлюють світло більш-менш однаково. 

## Стійкість
Цинкові білила набагато стійкіші до пожовтіння порівняно з іншими білими пігментами при змішуванні з олією.    Однак фарба, виготовлена з цинковими білилами, має тенденцію давати більш крихкі поверхні, ніж інші білі фарби, і її використання іноді може призвести до тріщин. Крихкість цинкової білої фарби виявилася основною проблемою в творчості художників прерафаелітів.

## Приклади використання

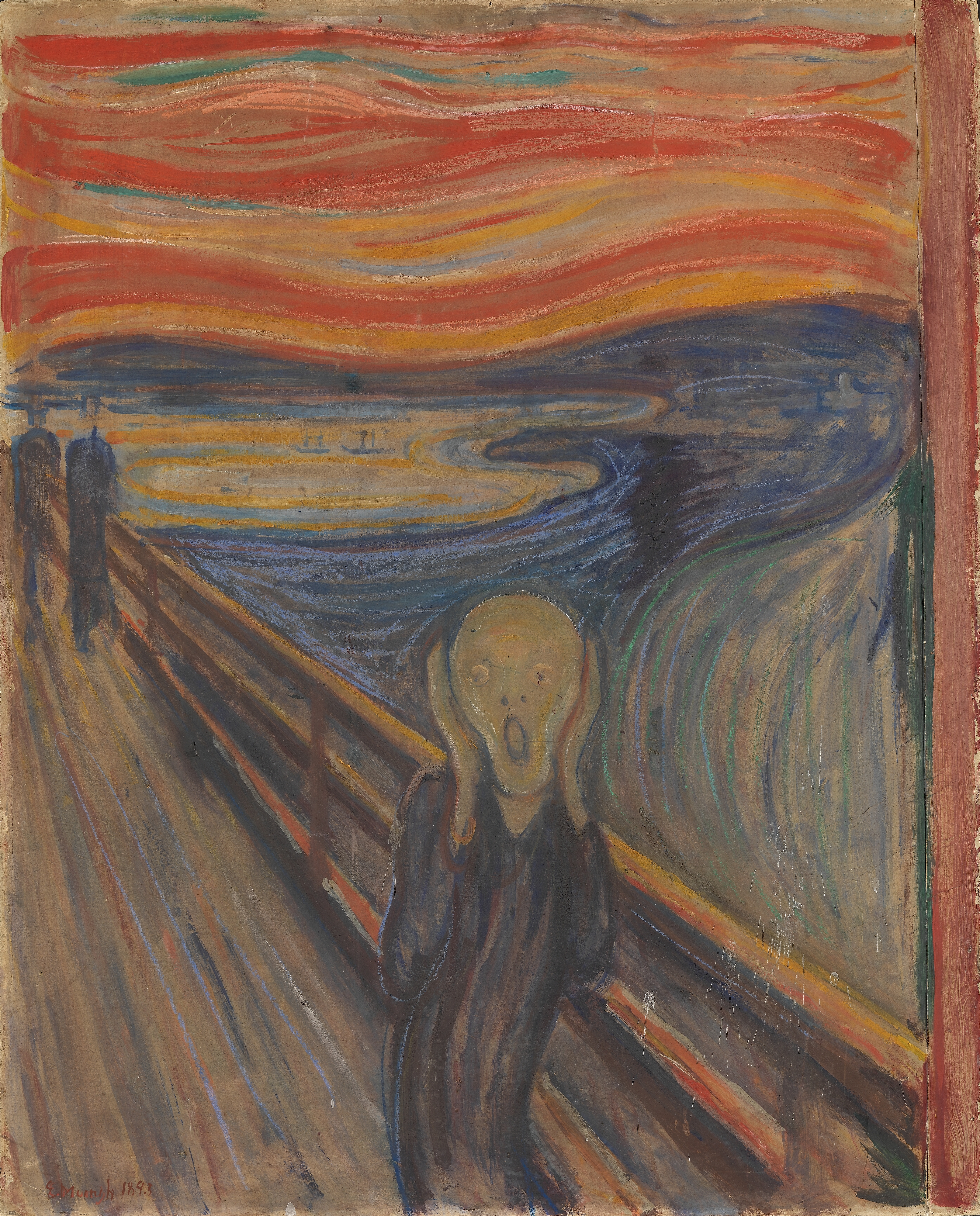
Едвард Мунк, Крик, 1893. Лабораторний аналіз виявив наявність цинкових білил.

У той час як цинкові білила були доступні художникам наприкінці вісімнадцятого сторіччя, відносно небагато прикладів їх використання було знайдено до 1850 року, коли їх застосування постійно зростало.  Члени Братства прерафаелітів часто використовували цинкове білило своїх ґрунтових шарах.   Джон Сінгер Сарджент використовував у своїй роботі невелику кількість цинкових білил, але віддавав перевагу свинцевим білилам. Згідно з лабораторним аналізом їхніх картин, імпресіоністи майже повністю уникали цинкового білила.   Коли цинкове білило було виявлено в роботах імпресіоністів, це, як правило, є освітлювач, який додав до іншого кольору виробник фарби, а не художник. Цинкове білило зустрічається в численних творах Едварда Мунка, включаючи кілька версій «Крику». 

Vincent van Gogh, A Wheatfield With Cypresses, 1889. Біле небо намальоване чистими цінковими білилами, блакитне небо —  містить цинкові білила та синій кобальт.[12]
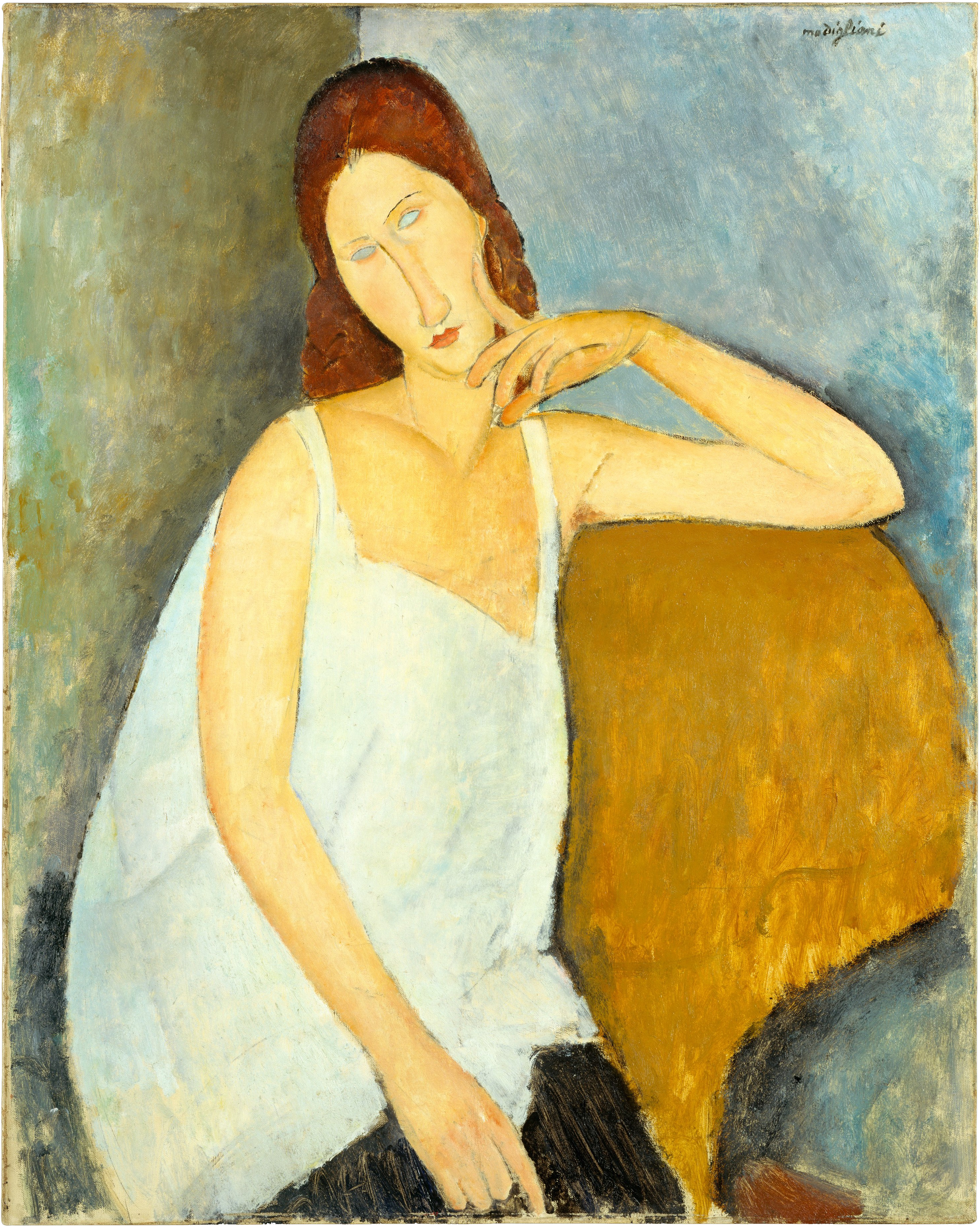
Amedeo Modigliani, Jeanne Hébuterne 1919. Біла сорочка намальована нашаруванням свинцевих та цинкових білил.
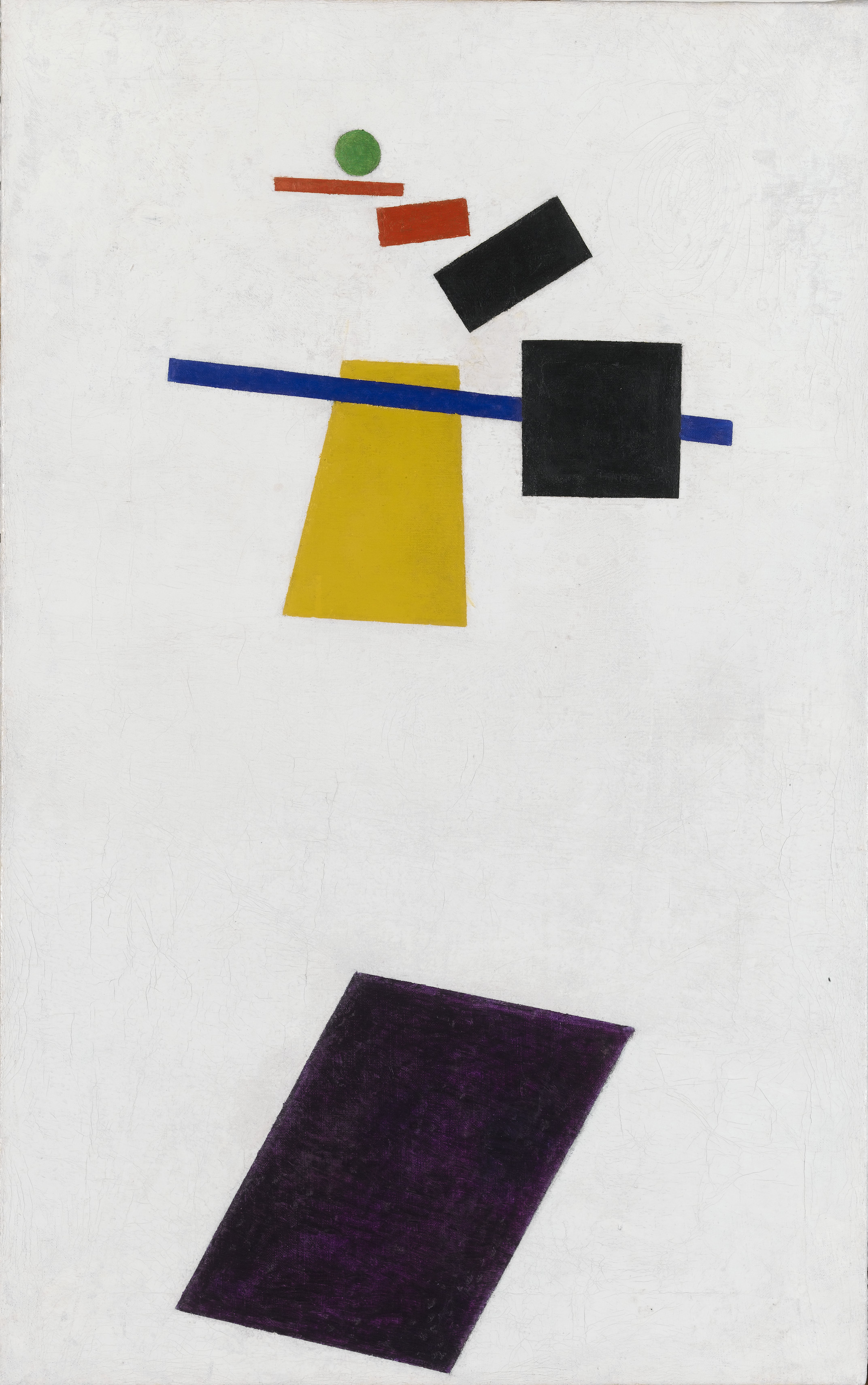
Казимир Малевич, Живописний реалізм футболіста, 1915.  Білі кольори виконані за допомогою свинцевих білил (фон) та цинкових білил (шари).